# Igrejinha de Santa Bárbara (Água Boa)
Igrejinha de Santa Bárbara é um bem tombado localizado no município de Água Boa, no Mato Grosso. Sua localização exata fica na Fazenda Mata Verde, quilometro 120.
Foi tombada como patrimônio histórico e cultural em 2009 através da portaria n.° 033/2009.